# Samuel Roy McKelvie

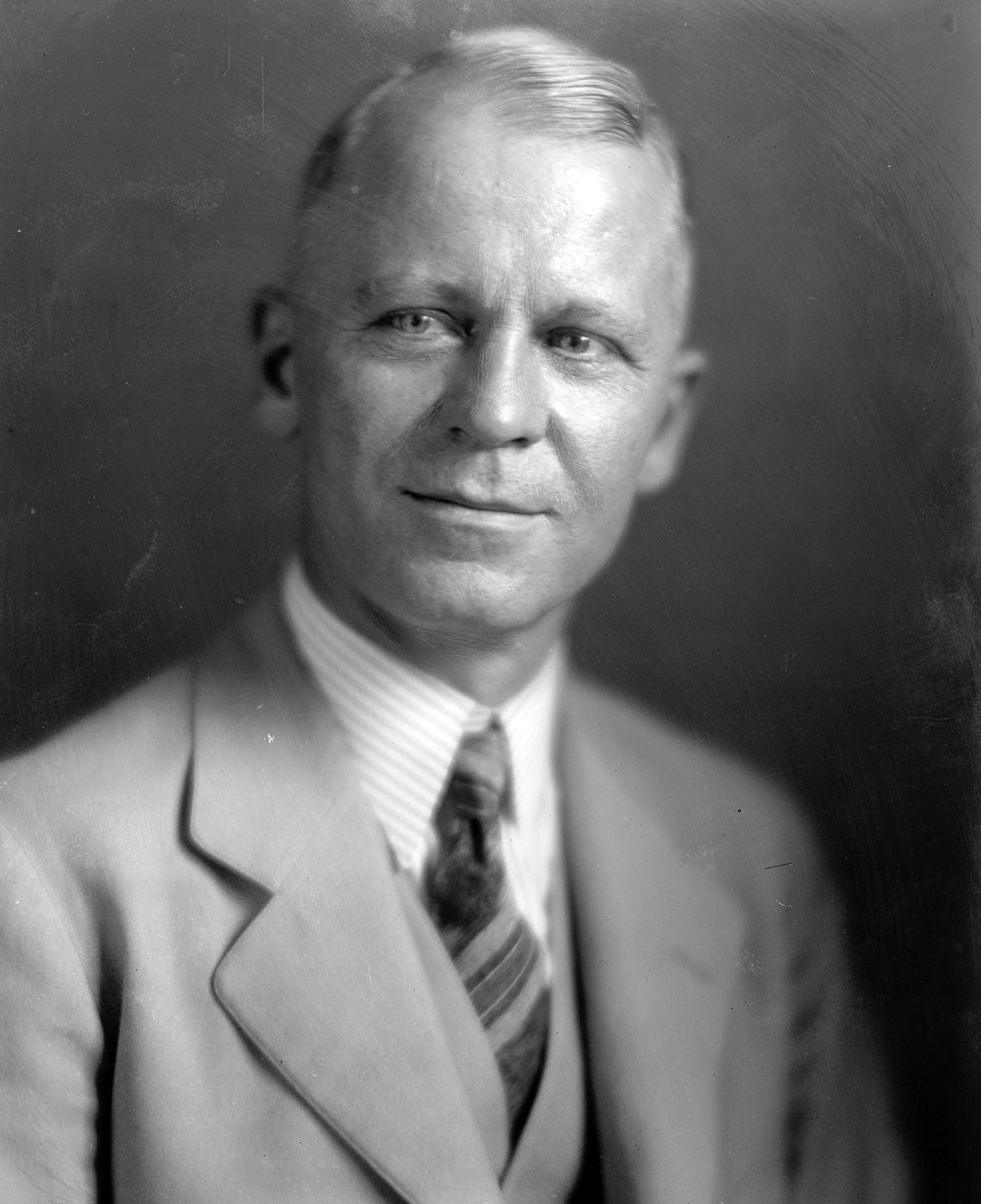
Samuel Roy McKelvie

Samuel Roy McKelvie (* 15. April 1881 bei Fairfield, Clay County, Nebraska; † 6. Januar 1956 in Mesa, Arizona) war ein US-amerikanischer Politiker und zwischen 1919 und 1923 der 20. Gouverneur des Bundesstaates Nebraska.

## Frühe Jahre und politischer Aufstieg
Nach der Grundschule besuchte McKelvie die University of Nebraska und das Lincoln Business College, wo er im Jahr 1901 seinen Abschluss machte. Danach betätigte er sich als Journalist. Im Jahr 1905 arbeitete er für die Zeitung „Nebraska Farmer“, die er später erwarb und selbst herausgab. McKelvie war Mitglied der Republikanischen Partei. Zwischen 1908 und 1909 war er im Stadtrat von Lincoln. 1910 wurde er in das Repräsentantenhaus von Nebraska gewählt. Zwischen 1913 und 1915 war er Vizegouverneur seines Staates. Im November 1918 wurde er mit 54:44 Prozent der Stimmen gegen den demokratischen Amtsinhaber Keith Neville zum neuen Gouverneur gewählt.

## Gouverneur von Nebraska
McKelvie trat sein neues Amt am 9. Januar 1919 an. Nach einer Wiederwahl im Jahr 1920 konnte er insgesamt vier Jahre amtieren. Zunächst einmal musste die Wirtschaft in Nebraska nach dem Ende des Ersten Weltkrieges wieder vom Kriegsbedarf auf zivile Bedürfnisse umgestellt werden. Innenpolitisch wurde der Ausbau der Straßen vorangetrieben, um dem gestiegenen Verkehrsaufkommen Rechnung zu tragen, der Bau eines neuen Kapitols wurde beschlossen, die ersten Naturparks des Staates wurden gegründet, die Verfassung wurde durch zahlreiche Zusätze ergänzt und das staatliche Buchhaltungswesen wurde reformiert.

## Weiterer Lebenslauf
Nach dem Ende seiner Amtszeit blieb McKelvie politisch aktiv. Zwischen 1929 und 1933 gehörte er dem nationalen Farmerausschuss an. Er war Delegierter zu den Republican National Conventions der Jahre 1928, 1932 und 1936. Außerdem widmete er sich wieder dem Zeitungswesen und der Viehzucht. McKelvie starb am 6. Januar 1956 und wurde in Lincoln beigesetzt. Er war mit Martha DeArnold verheiratet, mit der er zwei Kinder hatte.